# 勒扎韦茨农村居民点
勒扎韦茨农村居民点（俄语：Ржавецкое сельское поселение）是俄罗斯联邦别尔哥罗德州普洛霍罗夫卡区所属的一个农村居民点。其下辖有6个居民点，行政中心为勒扎韦茨。据2016年统计，该农村居民点的人口为709人。